# Suhrawardy Udyan
El Suhrawardy Udyan (en bengalí: সোহরাওয়ার্দী উদ্যান) anteriormente conocido como Hipódromo de Ramna es un monumento nacional situado en Daca, Bangladés. Lleva el nombre de Huseyn Shaheed Suhrawardy. Originalmente sirvió como el club militar de los soldados británicos estacionados en Daca. Se le llamó entonces el Hipódromo Ramna y más tarde Ramna Gymkhana. Tras el fin del régimen colonial, el lugar - a veces conocido como el hipódromo de Daca - fue utilizado para carreras de caballos legales los domingos. Es el lugar de descanso de tres grandes líderes nacionales, Sher-e-Bangla AK Fazlul Huq (1873-1962), Huseyn Shaheed Suhrawardy (1892-1963) y Khwaja Nazimuddin (1894-1964). El Hipódromo Ramna recibió el nombre de Huseyn Shaheed Suhrawardy después.